# Pseudogaurax collessi
Pseudogaurax collessi är en tvåvingeart som beskrevs av Ismay 1987. Pseudogaurax collessi ingår i släktet Pseudogaurax och familjen fritflugor.
Artens utbredningsområde är Northern Territory, Australien. Inga underarter finns listade i Catalogue of Life.